# México, la revolución congelada
México, la revolución congelada es una película filmada en colores coproducción de Argentina y Estados Unidos dirigida por Raymundo Gleyzer según su propio guion que se estrenó en Argentina el 10 de mayo de 1973.
Gleyzer ( Buenos Aires, 25 de septiembre de 1941 – desaparecido el 27 de mayo de 1976 ) consiguió el permiso y el apoyo del por entonces secretario de la Gobernación y candidato a Presidente Luis Echeverría -que estaba en su campaña política- para la filmación. Cuando el mismo, que había asumido la presidencia el 1 de diciembre de 1970 advirtió al estrenarse el filme que no era el elogio a la "revolución hecha institución" que esperaba sino una feroz crítica a un ideal traicionado, se enfureció y mediante su embajador en Buenos Aires exigió y consiguió que el gobierno argentino prohibiera el documental, que sólo duró un día en cartelera, en tanto en México su prohibición hizo que el filme recién se exhibiera en 2007.

## Sinopsis
Análisis de la realidad sociopolítica de México, dentro del contexto histórico de la Revolución Mexicana, que termina con la masacre en la Plaza de Tlatelolco en 1968.
Se utilizaron material de archivo de la década de 1910, entrevistas con personas de diversa condición, incluyendo campesinos, políticos, intelectuales, sindicalistas, etc. También se muestran escenas de la vida de una familia indígena en Chiapas, con sus rituales religiosos, sus cultivos, juicios y escuelas bilingües.

## Producción
En México eran tiempos de represión para la izquierda y censura y autocensura para los creadores independientes. No se podía filmar sin permiso y vigilancia del gobierno. La película fue realizada en 1970 alentada por Luis Echeverría, en ese momento poderoso secretario de Gobernación y candidato a la Presidencia de la República por el oficialista Partido Revolucionario Institucional que en ese momento estaba en campaña electoral y se sintió halagado por el interés de ese equipo de "televisión alemana" que se le acercó cuando intentaba recomponer su imagen internacional deteriorada por los sucesos de la Plaza de Tlatelolco.
El cineasta mexicano Paul Leduc, muy joven entonces, hizo de productor, fixer, asesor y chofer. En Nueva York estaba William Susman, hombre de cine y productor, que había integrado la Brigada Lincoln que peleó por la República durante la Guerra Civil Española. Como camarógrafo el director llamó a su maestro Humberto Ríos, fallecido el 8 de noviembre de 2014, su esposa la antropóloga María Vera hizo la investigación y Sapire el sonido.

Gleyzer encantó a Echeverría, quien le otorgó todas las facilidades para grabar  sus aparatosas giras de campaña, le dio un sitio a su lado en su autobús e inclusive le prestó un helicóptero, ignorando cual era el guion del más puro corte guevarista que aquel tenía en mente. 

## Comentarios
El consejero de la embajada mexicana en Argentina dijo:

”todo lo que se dice en la película es verídico y cierto. Lo que pasa es que hace que México se vea mal".

Para La Jornada el filme:

”es un típico producto de las izquierdas de los 70, panfletario, apasionado, no tan riguroso con los datos históricos. Habla de la "atomización" de la izquierda mexicana pero no menciona que en ese México sus organizaciones estaban proscritas y casi todos sus líderes estaban en prisión….El viaje al sureste es un momento luminoso en el documental. El equipo filma la mano de obra semiesclava de las haciendas yucatecas, que habla de su vida cotidiana…. una hacendada …dice… que "sólo" posee 14 haciendas, de las más de 30 que alguna vez tuvo su familia…."¿Y que tal sus trabajadores?", pregunta Gleyzer en off. "Algo flojitos", responde la señora mientras se mece en su silla, ajena al destino que tienen sus palabras. "Ahí les pagamos para que no se mueran de hambre".

La revista Vosotras escribió:

”Pretende analizar las consecuencias de una revolución sin una ideología que la sustente…incluye excelente material de archivo filmado en los años 1910-1919…un film candente, oportuno y aleccionador.”

Análisis opinó:

”obra evidentemente amateur con todos sus baches y sus virtudes. Y si puede achacársele a Gleyzer un excesivo parcialismo en la mostración….todo lo que se ve en el film es lamentablemente cierto.”

Manrupe y Portela escriben:

”Con la carga ideológica de la época en que fue realizado, este film de montaje, el primero de Gleyzer, profetiza la crisis de Chiapas de los ’90, en una de las raras veces que el cine argentino se ha acercado a un tema social extranjero.”

## Premios
El filme fue galardonado con el Premio Leopardo de Oro en el Festival Internacional de Cine de Locarno, Suiza, de 1971 y el Premio al Mejor Documental en el Festival Internacional de Cine de Adelaida, Australia.